# زبابة سبخية
زبابة سبخية (الاسم العلمي: Sorex palustris) (بالإنجليزية: American Water Shrew)‏ هو نوع من الحيوانات يتبع جنس الزبابة من الفصيلة الزبابات.